# إرمانو أولمي
إرمانو أولمي (بالإيطالية : [Ermanno Olmi] 24 يوليو 1931 - 7 مايو 2018) مخرج وكاتب سيناريو إيطالي عريق . حاصل على عدة جوائز منها السعفة الذهبية وجائزة الأسد الذهبي وجائزة سيزار لأفضل فيلم أجنبي وغيرها الكثير وترشح لجوائزة كثيرة في مهرجان كان وأماكن أخرى . أخرج العديد من الأفلام عظيمة منها شجرة القباقيب الخشبية وفيلم المكان .

## السيرة الذاتية

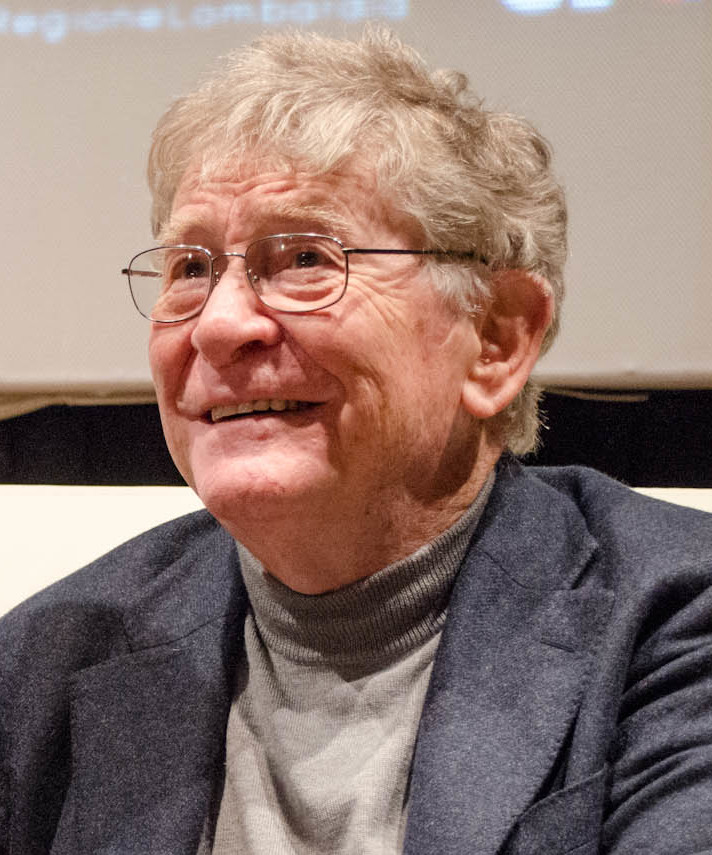
إرمانو أولمي 2013

ولد أولمي لعائلة كاثوليكية  في بيرغامو في منطقة لومباردي في شمال إيطاليا.  عندما كان أولمي في الثالثة من عمره ، انتقلت عائلته إلى ميلانو ،  حيث التحق بمدرسة ثانوية علمية وتلقى دروسًا في التمثيل في أكاديمية الفنون المسرحية. أصبح مهتمًا بصناعة الأفلام أثناء عمله في شركة الكهرباء في ميلانو إديسونفولتا ، حيث بدأ بإنتاج أفلام وثائقية مقاس 16 ملم حول محطات الطاقة.
في عام 1963 تزوج من لوريدانا ديتو ، التي لعبت دور أنطونييتا ماسيتي في فيلمه المكان (1961) .
ربما يكون فيلمه الأكثر شهرة هو شجرة القباقيب الخشبية ، الذي حصل على السعفة الذهبية في مهرجان كان السينمائي 1978 . اعتمد الفيلم بشكل كبير على قصص جدة أولمي عن حياة الفلاحين في المناطق الزراعية في إيطاليا . في عام 1988 فاز فيلمه أسطورة الشارب المقدس استنادًا إلى رواية جوزيف روث بجائزة الأسد الذهبي في مهرجان البندقية السينمائي وكذلك جائزة ديفيد دي دوناتيلو .
كما فاز فيلمه مهنة السلاح بجائزة ديفيد دي دوناتيلو .
في عام 2008 حصل على جائزة الأسد الذهبي الفخرية في مهرجان البندقية السينمائي .
توفي أولمي في 7 مايو 2018 في أسياجو ، بعد معركة طويلة مع متلازمة جيلان باريه .

## أسلوبه
وصفت أفلام أولمي بأنها «إنسانية وانعكاسية ، تصور الناس العاديين في مناظر طبيعية ومواقع معينة ، وفي نفس الوقت يتم تكليفها بالتعليق الاجتماعي والوميض الشعري».
تتلاءم أفلامه مع القالب الفني للواقعية الإيطالية الجديدة ، على الرغم من أن أولمي جادل في مقابلة وجدت في نسخة طبعة المعيار من فيلمه المكان عام 1961 ، أن هذا كان التقليد الفني الذي كان يرد عليه لأنه استخدم غير الممثلين في مواقع بينما الواقعية الجديدة ، كما زعم ، تستخدم ممثلين محترفين. ومع ذلك ، استخدم العديد من المخرجين الواقعيين الجدد أيضًا ممثلين غير محترفين لأدوار ثانوية وأحيانًا أساسية.

## وصلات خارجية
- إرمانو أولمي على موقع IMDb (الإنجليزية)
- إرمانو أولمي على موقع الموسوعة البريطانية (الإنجليزية)
- إرمانو أولمي على موقع مونزينجر (الألمانية)
- إرمانو أولمي على موقع ألو سيني (الفرنسية)
- إرمانو أولمي على موقع تيرنر كلاسيك موفيز (الإنجليزية)
- إرمانو أولمي على موقع أول موفي (الإنجليزية)
- إرمانو أولمي على موقع قاعدة بيانات الأفلام السويدية (السويدية)
- إرمانو أولمي على موقع إن إن دي بي (الإنجليزية)
- إرمانو أولمي على موقع قاعدة بيانات الفيلم (الإنجليزية)
- إرمانو أولمي على موقع كينوبويسك (الروسية)